# Vähänsalonlahti
Vähänsalonlahti är en sjö i Finland. Den ligger i kommunen Siikais i landskapet Satakunta, i den sydvästra delen av landet, 250 km nordväst om huvudstaden Helsingfors. Vähänsalonlahti ligger 47 meter över havet. Arean är 30,8 hektar och strandlinjen är 3,25 kilometer lång. Sjön  ingår i Karvia å huvudavrinningsområde.   I omgivningarna runt Vähänsalonlahti växer i huvudsak blandskog. Sjön Niemijärvi finns vid Vähänsalonlahti. 